# Neolophonotus elgon
Neolophonotus elgon är en tvåvingeart som beskrevs av H. Oldroyd 1939. Neolophonotus elgon ingår i släktet Neolophonotus och familjen rovflugor.
Artens utbredningsområde är Kenya. Inga underarter finns listade i Catalogue of Life.